# Автохтоны (роман)
«Автохто́ны» — роман Марии Галиной, сочетающий жанры детектива, сатиры и магического реализма. Опубликован в 2015 году в журнале «Новый мир» и сразу же вышел отдельным изданием в серии «Книга, которую ждали». Несколько раз переиздавался, переведён на украинский и французский языки. Автором книга была включена в трилогию «Малая Глуша» — «Медведки» — «Автохтоны»; поклонники условно назвали трилогию «Город». Роман удостоен премии «Новые горизонты» 2016 года, а также премии «Итоги года» от журнала «Мир фантастики» (2015) в номинации «Лучшая необычная книга». Роман также выходил в финал нескольких литературных премий: имени Аркадия и Бориса Стругацких, «Большой книги», «Национального бестселлера».
Главный герой — безымянный искусствовед, прибывает в некий город на границе Востока и Запада (в котором узнаваем Львов). Его задача — восстановить на средства канадского гранта странную постановку оперы «Смерть Петрония», предпринятую в 1920-е годы некими молодыми людьми. Однако его цели неожиданно входят в противоречие с интересами местной туристической индустрии. Начинается конфликт между разуверившимся во всём человеком (в финале выясняется, что цели его далеки от научных) и небескорыстными творцами симулякров. Однако симулякры начинают жить своей жизнью, приобретая реальные и небезопасные для окружающих черты.
Литературные критики высказывали полярные мнения о литературных и содержательных достоинствах романа.

## Сюжет
Главный герой, имя которого не называется (только в финале единожды упоминается фамилия — Христофоров), приезжает в некий город на границе Европы. Он сообщает, что прибыл для исследования истории постановки оперы «Смерть Петрония», созданной в 20-е годы XX века, и впервые представленной публике именно в этом городе. Город сразу оказывается полон загадок, например, при первом же посещении героем кафе официант спрашивает: «Вам как всегда?» В этом кафе приезжий встречает некоего Вейнбаума, который открывает галерею странных и непонятных персонажей. У окон кафе регулярно появляется и тут же таинственно исчезает дама; есть ещё одна дама с собачкой в причудливой шляпке, «похожая на Мэри Поппинс». Таксист Валек, который возит героя по городу, то появляется по предварительному звонку, то, как кажется, по телепатической связи. Валек при этом прекрасно знает историю города начиная со времени его основания. Город полон туристов, играет духовой оркестр, ходит великан на ходулях. После визита героя в оперный театр, в котором впервые за столетие делают постановку «Иоланты» (строго классически, безо всяких модернизаций), обнаруживается, что все чего-то не договаривают, герой всё время ощущает присутствие за спиной кого-то незримого. Уборщица профессионально поёт, хотя упорно отрицает этот факт. Впоследствии выясняется, что она дочь знаменитой певицы, блиставшей некогда на многих сценах мира. Встреча героя с солисткой театра Яниной Валевской, тоже родственницей известной певицы, участвовавшей в постановке оперы «Смерть Петрония», заканчивается весьма интригующе. Режиссёр с каким-то страхом отказывается возобновить «Смерть Петрония», никак это не мотивируя.
Продолжая свои разыскания, герой узнаёт, что в городе существуют люди и даже организации, которые тоже собирают сведения о периоде 1920-х годов. Практически сразу всплывают фамилии Шпета и Воробкевича, но они с явной неохотой пускают героя в свои архивные собрания. Помимо краеведов-культурологов в городе существует объединение меломанов, которые отстаивают неприкосновенность исторического и культурного наследия. К тому же в городе довольно много масонов, по крайней мере тех, кто считает себя таковыми. В штаб-квартиру масонов можно попасть, только назвав пароль, и к этой организации имеет какое-то отношение Воробкевич. По его наводке масоны проявляют нездоровый интерес к действиям героя, но сам он не может понять, кто именно за ним следит. На искусствоведа совершают нападение и отбирают папку с документами по истории оперы «Смерть Петрония». Затем его похищают, и он проводит ночь в бункере с разными людьми, над которыми проводились эксперименты по выживанию в экстремальных условиях. Когда его наутро отпустили, оказалось, что полностью выгорел номер в хостеле, в котором он остановился. По версии служащих, во всём виновна мстительная саламандра: раньше она обитала в камине, но затем очаг запретила пожарная инспекция. Так герой осознаёт, что в городе вместе с реальными людьми живут мифические существа. После пожара его приютила официантка из кафе, муж которой, — Урия, красавец, «воплощение девичьих грёз», непрерывно смотрит по телевизору нескончаемый футбольный матч, а в разговорах постоянно цитирует Парацельса. Она утверждает, что Урия — сильф, «создание воздуха, дитя света».
Не успевший отойти от неприятностей герой вновь подвергся нападению, когда собрался на презентацию работы Воробкевича, посвящённой одному из создателей оперы «Смерть Петрония», художнику Баволю. Похитители проводят допрос исследователя, вынуждая признаться, что он работает по заданию представителей внеземных цивилизаций. Пленник ведёт разговор жёстко, на своих условиях, сбивает допрашивающих с толку и предлагает всё-таки поехать на презентацию. Там он указывает на «агентов внеземных цивилизаций» — масонов, небезосновательно предполагая, что те дадут отпор любым обидчикам. Однако главным сюрпризом на презентации становится отсутствие Шпета, более, чем кто-либо ещё, сделавшего для изучения постановки оперы; пришли Валек, Марина с сильфом Урией (который одновременно «никогда не покидает дома»), Валевская и прочие меломаны. Воробкевич посреди доклада вдруг начинает разговаривать сам с собой, называя себя женским именем Соня. Шпет оказался убит всё той же саламандрой, которая, как выясняется, ему же и принадлежала. Тут же всплывает факт, что весь городской бизнес и вся торговая сеть принадлежит Вейнбауму, но он при этом рассуждает о влиянии на происходящее внеземных цивилизаций. В городе, по его словам, водятся не только сильфы, но и оборотни, одним из которых является исполнитель оперы «Смерть Петрония» по имени Вертиго, который и поныне живёт в городе, творя много зла. Тут-то и открывается, что главный герой должен отыскать и упокоить Вертиго.
В финале романа появляется ещё несколько загадочных персонажей, один из которых, как и герой, не назван по имени, и, по-видимому, является его отцом. Он категорически утверждает, что всё происходящее срежиссировано, и никаких сильфов, оборотней, как, впрочем, и масонов с меломанами в реальности нет. Все персонажи-загадки — актёры местного драматического театра. Заказчиком сложнейшего квеста выступил именно Вейнбаум, который немолод, устал от жизни, и хотел совместить развлечение с бизнес-идеей, как увеличить приток туристов. Каждый турист увозит из города какую-то из легенд. На главном герое было решено опробовать все методы, включая слежку и покушения. Когда протагонист покидает город, уже в поезд ему звонит Урия, сообщая, что «город живое, дышащее существо, он сам творит свои легенды», и тут же порицает за невыполнение возложенной миссии.

## Литературные особенности

### Авторское восприятие романа
В интервью, данном критику В. Владимирскому, Мария Галина пояснила обращение к мифологии в её романах (включая «Медведок» и «Малую Глушу»). Это принципиальная авторская позиция: если все тексты так или иначе вырастают из других текстов, «так уж пусть лучше из базового субстрата». Кроме того, личным пристрастием автора является ситуация столкновения мифа и реальности, как редко используемая в европейских литературах. В «Автохтонах» известный труд Парацельса с размышлениями о различных сущностях наложен на топографию современного города. «Мифологизация — прекрасный инструмент, но конечный выбор зависит от конкретного материала, от конкретной авторской задачи». Мифологизация сознания массового человека XXI века, по мнению писательницы, глубоко не случайна, как так «мы имеем дело с огромным, очень сложным миром, который не можем полностью освоить самостоятельно, и нам многое приходится принимать на веру. Вплоть до научных парадигм: кто видел электрон, кто видел атом, кто видел бозон Хиггса? Но мы верим учёным, что бозон Хиггса существует — то есть, по сути, принимаем как данность мнение экспертов». Мария Галина также сообщила, что попыталась в «Автохтонах» рассмотреть XX век с его катастрофами как итог несостоявшегося модернистского проекта. Действие было помещено во Львов и Карпаты, регион, который граничит со «страшной», «мистической» Трансильванией.

То, что выплеснулось на поверхность в 1920-х, вызревало и формировалось раньше, и, конечно, первая война с её гекатомбами, с Соммой и Верденом, с пониманием смерти как глобального явления, визией человека как ничтожной, ничего не значащей пылинки, тут сыграла огромную роль. Для человека, сложившегося в XIX веке, все это казалось чудовищным, немыслимым, невообразимым. Но да, тектонические перевороты на какое-то краткое время впускают в образовавшийся пролом свежий воздух, и неудивительно, что художники — художники в широком смысле — как бы призывают их, камлают на них, притягивают.
В интервью Юрию Володарскому Мария Галина сообщила, что побудительным мотивом к написанию послужило посещение Львова, «замечательная театральность этого города, искусственность его жизни», когда реальное человеческое поселение превращено в бренд, «который успешно скармливают приезжим». При этом во Львове существуют одновременно взаимоисключающие и дополняющие друг друга мифы. Базовая идея была такова: «хорошо бы написать роман, герой которого последовательно погружался бы во все эти мифы, пока не дошёл бы до полного безумного распада всего и вся». Автор хотела продемонстрировать, что в современном информационном пространстве человеку не на что опереться, происходит полный распад, поскольку «где нет опоры, нет правды, нет даже личности». Герой на протяжении всего романа ведёт расследование, а потом мы узнаём, что он не тот человек, за которого себя выдаёт. То есть расследованием занимается некая делегированная им маска, а кто он такой — до конца непонятно. Тем более что в процессе расследования герой и сам меняется. Шпет, Воробкевич, Вейнбаум представлены как архетипы города, хотя это только маски, под которыми скрывается один единственный персонаж. Одним и тем же человеком оказываются Валевская и её прабабка, что является прямой цитатой из «Средства Макропулоса» Чапека.

Вейнбаум, безусловно, в какой-то степени вечный жид. Он единственный, кто врёт все время, врёт без конца. Если искать литературные параллели, он является неким аналогом фаулзовского волхва. Вполне возможно, что всё происходящее в романе устроил именно он — мы до конца этого не знаем. Такая версия имеется: богатый скучающий старик придумал себе развлечение для продвижения очередного городского мифа.
Мария Галина заметила, что ей стоило большого труда лишить «Автохтонов» украинской конкретики, избавиться от возможности ложной интерпретации, хотя Львов со всеми его достопримечательностями вполне узнаваем. Либретто оперы «Смерть Петрония» было создано самой М. Галиной, однако среди персонажей описываемой эпохи множество исторических персон. Вертиго — это разведчик Домонтович, Баволь — художник Язеп Дроздович, и описаны именно его картины; Костжевский — это Тхоржевский, который действительно переписывался с Блаватской.
Украинский перевод «Автохтонов» был выполнен по собственной инициативе поэтессой Ией Кивой. Мария Галина утверждала, что в этом переводе ей не хватило именно западноукраинского, львовского языкового колорита, несмотря на некоторые усилия редактора — Татьяны Кохановской. При этом писательница отметила, что читала перевод как произведение иностранного автора.

### В литературной критике

#### Границы жанра
Среди литературных критиков роман вызвал едва ли не полярные отзывы. По собственному утверждению Марии Галиной, «поначалу литературное сообщество просто не знало, как его воспринимать». Как отметила рецензент «Книжного обозрения» Мария Мельникова, роман не является ни детективом, ни сатирой, ни вариацией магического реализма, хотя «успешно и весело притворяется всеми ими сразу». Главное содержание сводится к подробнейшему ответу, что происходит в момент столкновения человека со сказкой. В романе сильно игровое начало, когда «дерево оказывается не деревом, и лес — не лесом», равным образом роман «не порадует читателя» ясной концовкой. Обозреватель «Литературной газеты» Александр Трапезников счёл, что лучшей метафорой, передающей ощущения от романа, будет попытка «ухватить блуждающий огонёк на болоте», и определил жанр этого романа как «дребезжащий в ночи». То есть авторской задачей было создать такую конструкцию, которая долго не устоит и разрушится в нужный момент, правда, не ясно, «то ли по вине архитектора, то ли по его беде». По мнению А. Трапезникова, в романе упаковано слишком много смыслов:

У главного героя романа нет имени, нет, кажется, и плоти, хотя его и покусала огромная собака-оборотень. Зачем он приехал в старинный городок с автохтонным населением на стыке Восточной и Западной Европы? Вроде бы для того, чтобы восстановить историю давней постановки оперы «Смерть Петрония» в 20-х годах прошлого века. На этом спектакле, по отзывам мемуаристов, зрители, музыканты и актёры сошли с ума в эротическом угаре-оргазме. По другой версии он ищет партитуру гениального композитора, спрятанную в гробу певицы, которую застрелил её любовник прямо на сцене. Потом оказывается, что оперная дива якобы жива — реинкарнировалась в свою внучку. Но и это неправда. Просто один из блуждающих дребезжащих огоньков.

Повествование, построенное по мотивам карнавального маскарада, оборачивается тотальным фейком. Собственно, фейковым был и главный герой, поэтому-то он безымянный, как и остальные «гомункулы из реторты автора». «Дребезжание закончилось, конструкция разрушилась. Читатель погребён под её обломками. Тайны не разгаданы. Но корм съеден». Критик сурово заключил, что не понял, о чём этот роман, и книга Галиной «ничего не даёт ни уму, ни сердцу».
Константин Трунин негативно воспринял роман, назвав его «литературным шлаком», «кашей сумбура», и «книжной свалкой». Согласно его мнению, герои Марии Галиной ведут бесконечные разговоры, в том числе сами с собой, не привнося в сюжет ничего нового, и создавая ощущение вязкости происходящего. Читатель вынужден читать только ради попытки понять, зачем это произведение было написано.
Фантастовед Василий Владимирский вынес на первое место атмосферность повествования. Согласно его мнению, это «аппетитная, вкусная проза, объёмистая, выпуклая, тёплая на ощупь. Каждую фразу можно долго смаковать, катать на языке, пробовать на вкус так и этак — ничто не потревожит, не кольнёт фальшью», так как М. Галина в первую очередь — одарённый поэт. Сюжет у романа напоминает барочную шкатулку с двойным дном и кучей хитрых потайных отделений. Главной интригой является то, что вплоть до кульминации читатель ничего не знает ни о прошлом героя, ни о подлинных целях и мотивах, автор выдерживает интригу до конца. В известной степени, можно провести параллели с фильмом «Сердце ангела» по роману Уильяма Хьортсберга (который упоминается одним из героев), но у Галиной сложнее механизм интриги и не столь однозначен финал. «Надо сказать, перед нами редкий пример произведения, где каждая мелочь работает на развитие авторской идеи, а каждая деталь подчинена решению художественной задачи».
Обозреватель журнала «Звезда» Полина Бояркина сосредоточилась на двойничестве повествования. «Автохтоны» — это роман о романе и, как ни парадоксально, о реальной жизни. Появление всё новых и новых героев, событий и подробностей, с одной стороны, все более запутывает сюжет и оставляет читателя всё в большем недоумении, а с другой — постепенно проясняет происходящее. Текст стилистически неоднороден, действие разворачивается в неведомом пространстве (город не назван) и в неопределённом времени (герой чуть ли не всерьёз думает о том, что некоторые персонажи бессмертны). Ключевой в романе является метафора распада и собирания. Город сам собой творит миф, и открытие имён героев — важный момент на пути к финалу. Реальное имя, скрывавшееся за псевдонимом Вертиго, одновременно проявляет и фамилию главного героя, после чего тесно сомкнутое вокруг него повествование начинает размыкаться, и герой постепенно удаляется из текста.
Сергей Шикарев (журнал тёмного фэнтези «Darker») заметил, что повествование вводится как детектив, поскольку мотив расследования позволяет автору познакомить героя с городскими жителями-аборигенами. «Галина вообще внимательна к жизни и её обитателям, и оттого мизансцены в романе выписаны детально и атмосферно, с выцветшими обоями, вечными мигающими лампочками, красками и ароматами». Главные движители сюжета — череда встреч и разговоров, из которых читатель постепенно узнаёт, что город — это что-то наподобие саймаковского заповедника, только «мифологический, и потому лишённый тёплой лиричности и сентиментальности», но может быть и сложнонаведённым мороком, в котором оказался главный герой. Эта двойственность (разделённость, но не противоположность), по Галиной, неотъемлемое свойство реальности, о чём прямо сообщается в книге. Рассуждение героя о природе реальности спрятано в разговоре с двумя фрирайдерами, стилизованными под пелевинскую прозу, по-пелевински же и названными Упырём и Мардуком (это случайные соседи героя по хостелу). Двоится не только изображаемое, но и сам текст, поскольку в него включены фрагменты либретто оперы «Смерть Петрония», в этих театрализованных рассуждениях о природе власти и происхождении тиранов уловимы брехтовские нотки. Мифологическая реальность творится прямо на глазах: ведя расследование, главный герой выходит на легенду о гениальном местном художнике, и почти моментально она обретает материальное выражение в виде сувенирных кружек и магнитиков. Таким образом, герою предстоит выбирать, частью какой реальности он желает быть — мифологической или вещной, и он делает свой выбор. Финальный катарсис для читателя отменяется. Как говорит официант из романа, «кому нужны легенды со счастливым концом… это уже не легенда, а дамский роман. Им жесть подавай, туристам. Катарсис за чужой счёт, вот что им нужно».
Критик и библиограф Владимир Борисов заметил, что на внешнем уровне восприятия роман построен как традиционный, едва ли не бытовой. При этом фантасмагоричность может быть воспринята как особенности восприятия мира рассказчиком. Роман повествует о множестве предметов: о противостоянии умного, творческого человека и власти, о мифологических корнях и ростках нового в мире, о невозможности абстрагироваться от прошлого и будущего. В галинской картине мира всё связано со всем, поэтому «клубок непритязательных событий оказывается средоточием могущества и прорыва в другие измерения». Юлий Дубов сосредоточился на аллюзиях в тексте романа. Например, автор прямо утверждает, что изучаемая главным героем группа «Алмазный витязь» — это вроде как осколок «Бубнового валета». Понятно, и почему слово «город» везде в тексте пишется со строчной буквы — булгаковские ассоциации могут только помешать. Но правильно, конечно, — «Город», оговорившись, что с булгаковским Городом ничего общего нет, кроме разве что наличия и там, и тут Банковской улицы.

Для подобных многослойных историй такая ситуация совершенно естественна. Этот роман написан вовсе не так, чтобы его все одинаково понимали. Несколько коряво звучит, но «Автохтонов» не надо одинаково понимать — надо одинаково чувствовать. Ну, более или менее одинаково. В идеале между читателем и романом должны установиться примерно такие же отношения, что и между двумя главными персонажами.
Елена Кузнецова («Фонтанка.ру»), как и Юлий Дубов с Василием Владимирским, сравнивала романную конструкцию со шкатулкой. Однако она утверждала, что в основе романной конструкции — «кортасаровско-борхесовский магический реализм, или, если копать глубже, романтика». С точки зрения критика, такая литература обычно возникает как протест против слишком плоской и неуместной для тонкой душевной организации писателя реальности. «Как „Житейские воззрения кота Мурра“ Эрнста Гофмана, рождённые в ответ на тошнотворную бюрократическую службу, которую вынужден был влачить автор в Пруссии начала XIX века». Однако причин протестовать у автора нет. Подсказку даёт само название романа: «Автохтон» по-гречески — местный житель. Но, если разделить надвое, получается: «Хтоний» — божество подземного царства, Аида; приставка «авто» направляет это слово само на себя. Получается своего рода изысканная игра в бисер.

#### Симулякры и барокко
Критик Вера Котенко в рецензии на издание 2017 года сосредоточилась на понятии симулякра, поскольку роман «Автохтоны» под одним из углов зрения выглядят очевидным литературным развитием этой темы. Соответственно, и автор — Мария Галина — именуется писателем-философом, «если уж необходимы ярлыки». Авторский приём откровенно сбивает читателя с толку, поскольку под одним слоем города оказывается другой — во всех смыслах (и под землёй, и над землёй). «Город и его жители плотными рядами не дают пробиться к секретному Граалю, и герою-рыцарю приходится ходить кругами, лезть в башни к загадочным принцессам, вызывать драконов, бегать от волков и с волками, хорониться под землёй и укрощать стихии, чтобы наконец что-то понять. В сказках нужно помнить, что иногда смерть Кощеева — на конце иглы, которая спрятана в яйце, которое тоже где-то спрятано, возможно, в какой-нибудь шкатулке с красивой мелодией в механизме». Герои «Автохтонов», на одном из уровней повествования убеждаются, что едва ли не вся жизнь оказалась бегом на месте, а искомая тайна заключается только в том, что её нет, вынуждены познать самих себя, «боясь при этом узнать, что они такое же пустое место, подделка, симулякр».
Владислав Женевский охарактеризовал роман как «умный, гармонично выстроенный и, пожалуй, уникальный для современной русскоязычной прозы». Он нашёл его связанным в содержательном отношении с предыдущим романом «Медведки», ибо упомянутые в заглавии «автохтоны» заставляют заподозрить наличие «неприметных, тихих до поры существ, которые весьма ревниво относятся к своему мирку и ведут с людьми бесконечные загадочные игры». Присутствует в романе и фирменный для письма Галиной спуск в подземный мир, однако главной всё же является метафорическая хтоничность: «человек со стороны суёт нос в дела провинциальной театральной богемы, и обитателям этих придонных областей такое любопытство оказывается не по душе». Декорации, в которые помещено повествование, идеально подходят персонажам и затейливо сплетённому сюжету. Впрочем, критик счёл, что Львов воспроизведён с максимальной художественной точностью, но перенесён в Крым (хотя «никаким морем в окрестностях и не пахнет»). Писательница смогла выстроить повествование, в котором имеется «интригующее начало, неожиданное и достаточно долгое развитие, запоминающаяся развязка (где фантастического как будто больше всего… или это опять показалось?) и неоднозначный финал». Проблема лишь в том, что неподготовленный читатель может не оценить стройности художественного замысла, утонув в деталях, «заплутав вместе с главным героем в сырых коридорах старого города». Чтение требует эрудиции, хотя бы представления, кто такие и чем знамениты Петроний и Парацельс и что собой представляет «Иоланта».
В рецензии Дмитрия Бавильского особое внимание было уделено львовским локациям романа, и даже утверждалось, что роман в этом городе сделался «предметом локального культа». С его точки зрения, Львов «веками блуждал во времени и пространстве, пока не возник на привычном месте», и мистические основания этого города как нельзя лучше соответствуют ситуации, когда персонажи романа связаны друг с другом в единое коллективное тело. В литературном отношении это означает, что роман относится не к магическому реализму, а к сюрреализму, «отсылая к картинам де Кирико или Дельво для того, чтобы максимально эффектно показать сновидческую подоплёку Львова». В то же время роман может быть прочитан совершенно по-разному, что напомнило Д. Бавильскому «Твин Пикс» Дэвида Линча, «однажды уже вскрывавшего бездны внутри обычного провинциального быта». Распутывать фабульные клубки «Автохтонов» бессмысленно, так как единого прочтения роман иметь не может. «Подлинно современные произведения искусства устроены таким образом, чтобы каждый прочитывал их наособицу. Поэтому, рассуждая о таких явлениях, надо говорить не о содержании, но о форме». Романная мифология построена из обломков жанровой (коммерческой, сюжетной) литературы, перестраивает заштампованные элементы и перегруппировывает «бульварные» акценты. Роман в этом отношении тожественен городу, который описывает: за каждым фабульным поворотом сквозит та или иная традиция. Уникальность романа заключается в том, что М. Галиной удалось создать «конгениальный портрет или слепок Львова, повторяющий его ландшафтные особенности», включая подспудные. Однако авторская свобода выражается в том, что до самого финала имя города не называется.
По утверждению критика Александра Гаврилова (жюри премии «Большая книга»), «Автохтоны» — это барочный роман про барочный город. Его текстом можно иллюстрировать определение барокко, данное Жилем Делёзом: «пространство романа, всё его повествование собрано в мелкую складочку: тут далековатые понятия схлопываются вместе, дали оказываются сближены, а в каждой точке плоскости таится глубина». Город Львов является равноправным героем романа, как Петербург у Достоевского. Одновременно это очень типичное для М. Галиной произведение, в котором у неё в очередной раз получилось соблюсти баланс «между жанровой развлекательной фантастикой, зоркой хроникой современности и борхесианской метапрозой». В романе создан мир ускользающей достоверности, в котором читатель не больше уверен в своём собственном существовании, чем в инопланетянах и сильфах.

### Преодоление советской фантастики
Литературовед Татьяна Казарина в своём комплексном обзоре творчества М. Галиной сделала акцент на эволюцию писательницы от классической научной фантастики с её базовым сюжетом единоборства между человеком и тем, с чем он сталкивался за пределами обжитого мира. Дальнейшая эволюция писательницы привела к постепенному отказу от мотива столкновения с чудом и выходу за пределы фантастики. В результате в «Автохтонах» нет никакой конкретики. Читатель не сразу понимает, что главный герой — «некто, прибывший в некий город» — молод, а сам город расположен где-то в южных краях, хотя бы в Крыму. «Ореол загадочности и атмосфера недоговорённости возникают с самого начала повествования и сохраняются до конца». Изображаемый город живёт туризмом, и тотальная мифологизация всего и вся порождается самыми прозаическими причинами: чтобы успешно продавать себя, горожане должны непрерывно генерировать для любого дома и закоулка самые душераздирающие истории. Проблема коренится в том, что мифологический репертуар должен быть очень подвижен. Город, хотя и древен, и славен, но лишён масштабных достопримечательностей, которые могли бы кормить население из года в год. Поэтому легенду приходится генерировать снова и снова. «Большой театр проживёт за счёт нескольких хитов сезона, маленький должен что-то придумывать каждый вечер». Поэтому никто не верит словам главного героя, что его интересуют действия авангардной труппы вековой давности. Это следствие местной специфики: в городе никто не говорит правды и не ждёт её от других. Только в самом финале окажется, что главный герой намерен выяснить обстоятельства смерти отца, который прислал прощальную записку именно из этого города, куда уехал в командировку. «Герой, как настоящий следователь, готов подозревать каждого. Он быстро понимает, что доверять здесь нельзя никому и ничему, ориентируется не на то, что ему говорят, а на то, что скрывают или о чём случайно проговариваются. Но всё тщетно: за слоями вымысла обнаруживаются другие слои вымысла». Если в классическом детективе следователь выбирает между вероятными и невероятными версиями, отбрасывая ошибочные, в романе Галиной герой получает бесконечное множество ответов и ложными оказываются все.
По чистой случайности герой вместо рукописи либретто оперы обнаруживает черновик прощальной записки отца. Предсмертные записки не пишутся с черновиками, и значит, даже в этом случае смерть была «подделкой», имитацией. Отец оказался жив, обрёл новую семью и живёт в этом же городе. Чудо неуместно и не ко времени, не имеет никакой волшебной подоплёки и не вызывает восторга. Многолетнее ожидание оказывается ложным: герой окончательно потерял отца — узнал, что тот отрёкся от сына и предал семью; это может восприниматься только как утрата. В свете этого открытия перманентное мифотворчество не кажется зловещим.

…Городок не так уж плох: в нём много провинциальной безвкусицы, зато никто не испытывает одиночества. Жизнь в мифе — даже искусственно синтезированном — это общая жизнь. Здесь каждому находится место в какой-нибудь сочинённой истории. Он в ней может быть оболган и оклеветан, но, во всяком случае, не забыт. Он укоренён в иллюзорном, но красочном, завораживающем пространстве, где отдельное существование приобретает смысл.

И когда герой уезжает, это воспринимается как роковой шаг — прыжок в одиночество.
Согласно Т. Казариной, такова логика развития Марии Галиной — писательницы. В советской фантастике чудеса любого масштаба рано или поздно покорялись простым советским людям. Это не исключало неожиданностей, ошеломления и даже соприкосновения с сакральным пространством, но оно как бы «перераспределялось», становясь атрибутом рядового человека. Фантастика перестаёт быть фантастикой, когда герой перестаёт репрезентировать могущество стоящей за ним цивилизации. Чудесное может быть эффектным, только существуя само по себе; превращаясь в фикцию, оно вырождается и выводит за пределы фантастического.

### Французский перевод
В 2020 году был опубликован перевод «Автохтонов» на французский язык, выполненный Рафаэллой Паш. Переводчица заявила, что сразу увлеклась романом, «каждая страница которого искрится озорным умом автора», узнав о его существовании от блогеров, информирующих западную общественность о новинках русской литературы. На Парижской книжной ярмарке 2018 года произошло и знакомство с Марией Галиной; к этому моменту переводчица «уже несколько месяцев жила в авторской вселенной». В критическом отзыве Юбера Пролонго проводились параллели между ветвящимся миром «Автохтонов» и лабиринтами-головоломками Дэвида Линча («Шоссе в никуда», «Малхолланд Драйв»). В комментарии Александра Бурга, обыгрывая название романа, утверждается, что «„Автохтоны“ — абстрактны, эзотеричны, абсурдны, аберрантны, абракадабра, абсолютно восхитительны» (фр. « Autochtones » sont Abstraits, Abscons, Absurdes, Aberrants, Abracadabrants, Absolument formidables!). С точки зрения критика, это «литературное произведение о литературе и, в более широком смысле, об искусстве или культуре и их силе», относящееся к некоему синтетическому «транс-жанру». Жюльен Амик назвал роман «нетипичным», а его атмосферу — «винтажной», отсылающей к мирам Лавкрафта и Уэллса, — современников оперной постановки, которая является исходной точкой повествования.

## Издания и переводы
- Галина М. Автохтоны: роман // Новый мир. — 2015. — № 3.
- Галина М. Автохтоны: роман. Окончание // Новый мир. — 2015. — № 4.
- Галина М. С. Автохтоны: [роман]. — М. : АСТ, 2015. — 350 с. — (Книга, которую ждали). — 2000 экз. — ISBN 978-5-17-090692-5.
- Галина М. С. Автохтоны: [роман]. — М. : АСТ, Жанровая Литература, 2016. — 350 с. — (Мастера магического реализма). — 1000 экз. — ISBN 978-5-17099250-8.
- Галина М. С. Автохтоны: [роман]. — М. : АСТ, 2017. — 350 с. — (Эксклюзивная новая классика). — 3000 экз. — ISBN 978-5-17-101769-9.
- Галіна М. Автохтони :  [укр.] / Пер. з рос. І. Я. Ківи; художнє оформлення Л. П. Вировець. — Харкiв : Фоліо, 2016. — 352 с. — 1500 экз. — ISBN 978-966-03-7453-9.
- Galina M. Autochtones :  [фр.] / Tr. par Raphaëlle Pache. — Paris : Agullo Editions, 2020. — 384 p. — ISBN 979-1095718697.

## Рецензии
- Бавильский Д. Роман с городом // Новая газета. — 2016. — № 73.
- Бояркина П. [Мария Галина. Автохтоны]. Звезда, №6 (2016).
- Владимирский В. Ненастоящее настоящее: [Мария Галина. Автохтоны: Роман] // Санкт-Петербургские ведомости. — 2015. — № 210 (5583) (10 ноября).
- Войтинская Е. Е. Между фантастикой и детективом. О романе Марии Галиной «Автохтоны». Библиороссыпь (28 мая 2018).
- Володарский Ю. Мария Галина: Убийца реальности. Шоиздат (22 сентября 2015). Дата обращения: 28 августа 2022.
- Гаврилов А. Александр Гаврилов про «Автохтонов» Марии Галиной. Большая книга. Компания «Афиша» (11 ноября 2016). Дата обращения: 28 августа 2022.
- Женевский В. Мария Галина. «Автохтоны». Мир фантастики (15 октября 2015). Дата обращения: 28 августа 2022.
- Казарина Т. В. Современная фантастическая проза в поисках новых источников чудесного // Вестник Самарского университета. История, педагогика, филология. — 2016. — № 2. — С. 152—157.
- Котенко В. Город и город. Об «Автохтонах» Марии Галиной. Книжная ярмарка ДК им. Крупской (14 октября 2018). Дата обращения: 28 августа 2022.
- Мельникова М. Как спрятать дерево [Галина М. Автохтоны] // Книжное обозрение. — 2015. — № 16—17 (2418—2419). — С. 10.
- Трапезников А. Дребезжащие: [Мария Галина. Автохтоны]. №48 (6534). Литературная газета (3 декабря 2015).
- Трунин К. Рец.: [Мария Галина «Автохтоны» (2015)] (4 апреля 2016). Дата обращения: 28 августа 2022.
- Шикарев С. Сами местные: [Автохтоны (роман)]. Darker (2015, №8). Дата обращения: 28 августа 2022.